# Ivan Berezoutsky
 (février 2021).
La mise en forme du texte ne suit pas les recommandations de Wikipédia : il faut le « wikifier ».
Les points d'amélioration suivants sont les cas les plus fréquents :
- Les titres sont pré-formatés par le logiciel. Ils ne sont ni en capitales, ni en gras.
- Le texte ne doit pas être écrit en capitales (les noms de famille non plus), ni en gras, ni en italique, ni en « petit »…
- Le gras n'est utilisé que pour surligner le titre de l'article dans l'introduction, une seule fois.
- L'italique est rarement utilisé : mots en langue étrangère, titres d'œuvres, noms de bateaux, etc.
- Les citations ne sont pas en italique mais en corps de texte normal. Elles sont entourées par des guillemets français : « et ».
- Les listes à puces sont à éviter, des paragraphes rédigés étant largement préférés. Les tableaux sont à réserver à la présentation de données structurées (résultats, etc.).
- Les appels de note de bas de page (petits chiffres en exposant, introduits par l'outil «  Source ») sont à placer entre la fin de phrase et le point final[comme ça].
- Les liens internes (vers d'autres articles de Wikipédia) sont à choisir avec parcimonie. Créez des liens vers des articles approfondissant le sujet. Les termes génériques sans rapport avec le sujet sont à éviter, ainsi que les répétitions de liens vers un même terme.
- Les liens externes sont à placer uniquement dans une section « Liens externes », à la fin de l'article. Ces liens sont à choisir avec parcimonie suivant les règles définies. Si un lien sert de source à l'article, son insertion dans le texte est à faire par les notes de bas de page.
- La présentation des références doit suivre les conventions bibliographiques. Il est recommandé d'utiliser les modèles {{Ouvrage}}, {{Chapitre}}, {{Article}}, {{Lien web}} et/ou {{Bibliographie}}. Le mode d'édition visuel peut mettre en forme automatiquement les références.
- Insérer une infobox (cadre d'informations à droite) n'est pas obligatoire pour parachever la mise en page.

Pour une aide détaillée, merci de consulter Aide:Wikification.
Si vous pensez que ces points ont été résolus, vous pouvez retirer ce bandeau et améliorer la mise en forme d'un autre article.
 (février 2021).
Pour les articles homonymes, voir Berezoutski.
Ivan Berezoutsky (en russe : Иван Анатольевич Березуцкий) est un chef cuisinier et restaurateur russe, chef du restaurant Twins Garden à Moscou. En 2019, Twins Garden a été classé 19e dans le classement international des meilleurs restaurants du monde et du meilleur restaurant de Moscou (2018—2020). Frère jumeau du restaurateur Sergueï Berezoutsky.

## Biographie

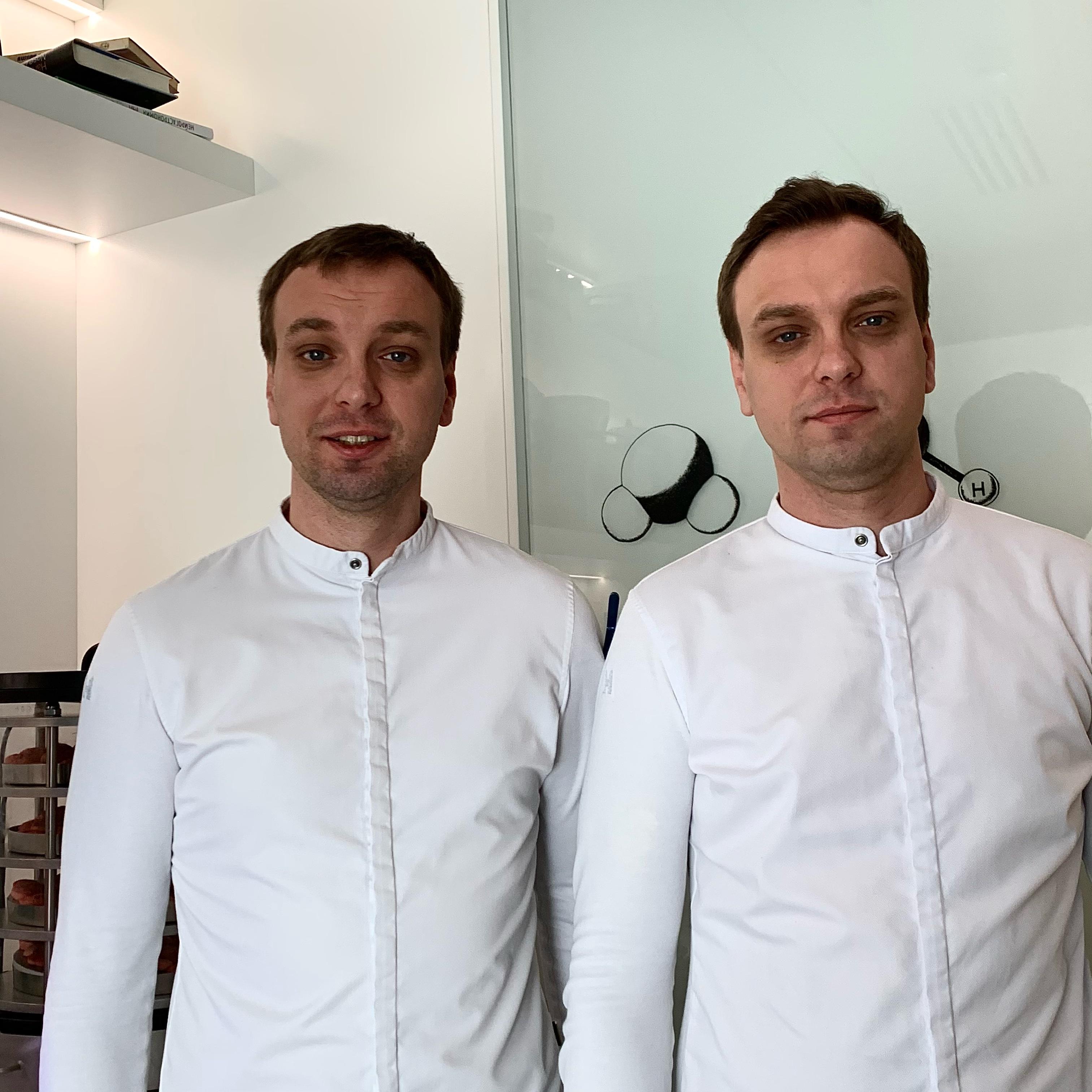
Ivan et Sergey Berezoutsky au restaurant Twins Garden (2021)

Après la 9e année d'école, Ivan est entré au Collège de construction d'Armavir et son frère jumeau Sergei est allé étudier à l'école en tant que cuisinier. La perspective de travailler dans une usine en tant qu'ingénieur n'a pas attiré Ivan, et il a décidé d'aller à l'école, où son frère Sergei étudiait à cette époque. Après avoir obtenu son diplôme universitaire avec distinction, il a commencé à travailler dans un restaurant local, puis a accepté une offre du pub Liverpool à Saint-Pétersbourg. Travail combiné avec un cours par correspondance à la succursale de Rostov de l'Université technique d'État de Moscou, spécialisée dans la «technologie des produits et l'organisation de la restauration publique».
Déménagé à Moscou en 2008. Ivan a travaillé au restaurant «Cipollino» avec restaurateur Adrian Ketglas. En 2010, il devient chef cuisinier du «Grand Cru» à Saint-Pétersbourg. La même année, Ivan est devenu le lauréat du concours «Triangle d'argent» de Russie pour les jeunes chefs.
En 2011, Ivan a effectué un stage au restaurant catalan El Bulli (3 étoiles Michelin), puis a remporté le quatrième «Concours International de Chef Gourmet» à Madrid. En 2012, Ivan est retourné à Saint-Pétersbourg, à la tête du complexe de restaurants «Flying Dutchman», et en 2013, il a rejoint le «PMI Bar». La même année, il a été nommé meilleur chef de l'année selon le prix WHERETOEAT.

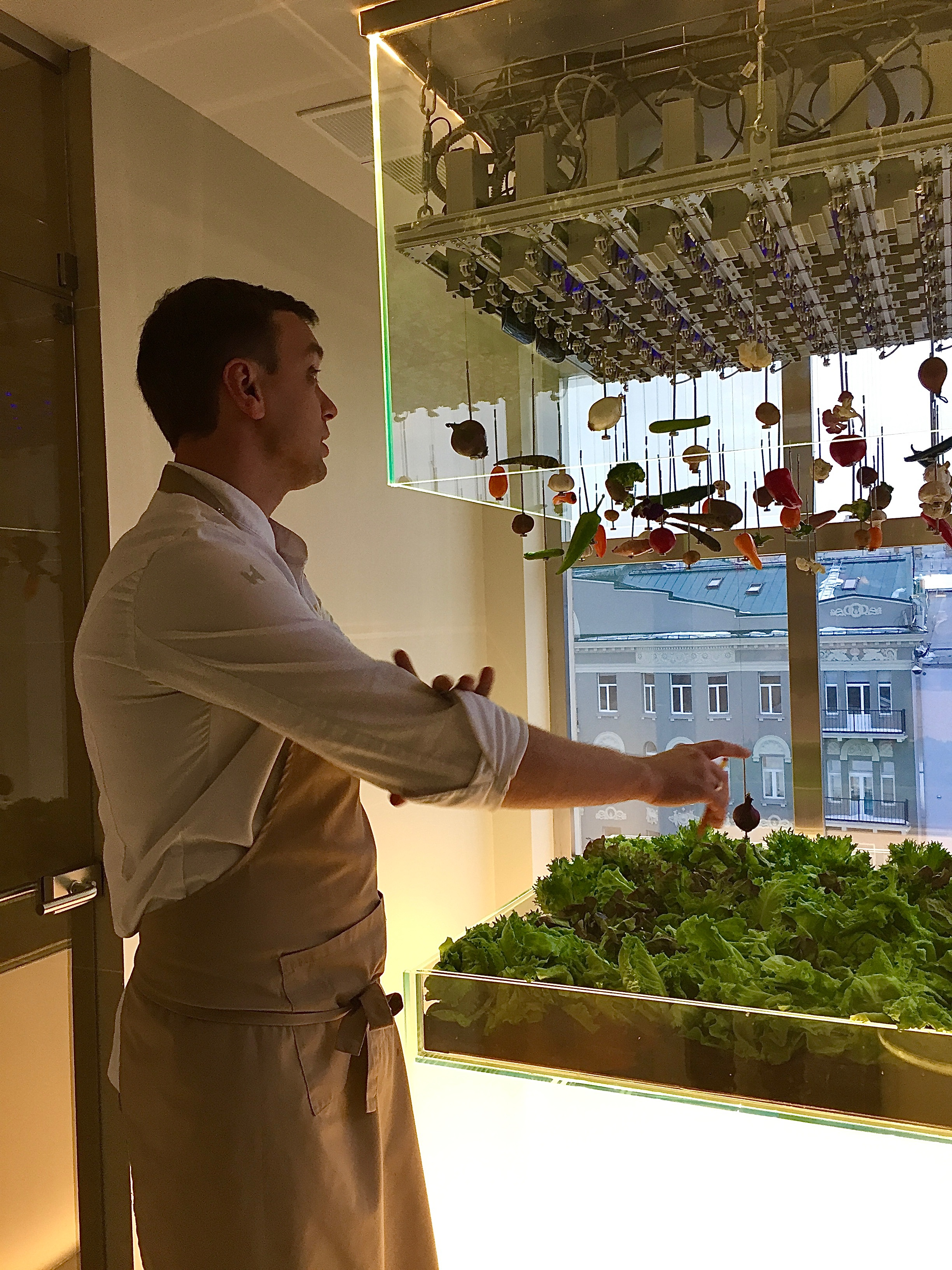
Mini potager au restaurant Twins Garden

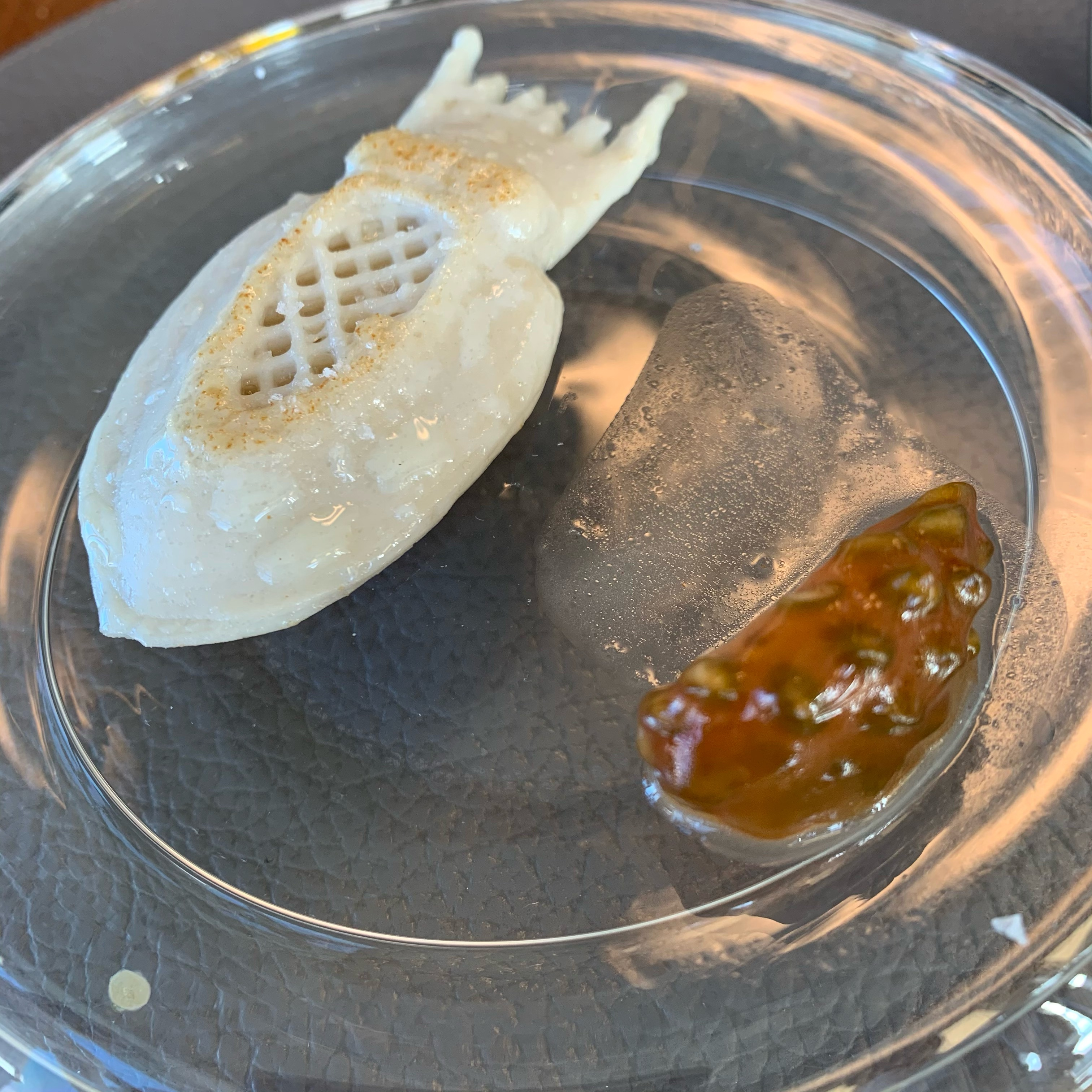
Plat - calmar réalisé sur une bio-imprimante 3D

En 2014, avec son frère jumeau Sergey, il a ouvert le restaurant Twins à Moscou, qui en 2016 a été inclus dans la liste des 100 meilleurs restaurants du monde selon The World's Best Restaurants, en prenant la 75e place. En novembre 2017, le concept du restaurant a été finalisé et le nom du projet a été changé en "«Twins Garden»"[réf. souhaitée].
En 2016, Sergey et Ivan Berezoutsky ont ouvert le restaurant «Wine & Crab» à Moscou[réf. souhaitée].
Depuis 2017, sous la direction d'Ivan et Sergey Berezoutsky, le projet «Twins Farm» est mis en œuvre dans la région de Kaluga. Là, ils produisent du poisson, des légumes, des herbes, du lait et des produits laitiers pour leurs restaurants. Depuis 2018, les frères organisent un festival gastronomique à la ferme, auquel sont invités chefs, restaurateurs et journalistes. L'idée principale est de vulgariser le format d'un restaurant avec sa propre ferme.
En 2018, le magazine GQ a reconnu Ivan et Sergey Berezoutsky comme les meilleurs chefs, la même année, Twins Garden a été classé 72e dans le classement des meilleurs restaurants du monde et en 2019, il a été classé 19e dans le classement.
En novembre 2020, les Berezoutskys ont organisé le festival gastronomique «Twins Science» à Moscou.

### Augmentation de l'intensité de la saveur
Pour le traitement des légumes, une technologie est utilisée, que les Berezoutskys appellent «l'augmentation de l'intensité de la saveur du produit» en éliminant l'excès d'humidité. Par exemple, les tomates sont déshydratées dans un appareil spécial à très basse température (lyophilisation: congélation du produit puis congélation sous vide): l'humidité s'évapore et le goût frais est grandement amélioré.

### La bio-impression dans la cuisine
Les Berezoutskys sont les premiers chefs en Russie à utiliser la technologie de la bio-imprimante 3D dans la production de plats:
«Il faut 17 minutes pour imprimer un calmar. Ensuite, il est frit dans une poêle pour que la protéine commence à fonctionner. Et déjà sur une assiette devant l'invité, ils versent de l'huile infusée de persil».

### Vins de légumes
Les Berezoutskys ont ouvert un nouveau thème de la gastronomie. Le thème des vins végétaux, que les frères ont développé pendant six mois, en choisissant huit des quarante types de légumes comme matière pour le vin. Cela a été fait afin de maximiser le potentiel des légumes dans un format innovant de vinification végétale, en utilisant toutes ses technologies.